# Ліза-Марі Ретіф
Ліза-Марі Ретіф (англ. Lize-Mari Retief, 30 листопада 1986) — південноафриканська плавчиня.
Учасниця Олімпійських Ігор 2008 року.
Переможниця Всеафриканських ігор 2003 року.
Призерка Ігор Співдружності 2006 року.